# Charles Henri d'Estaing
Pour les articles homonymes, voir Famille d'Estaing.
Jean Baptiste Charles Henri Hector, comte d'Estaing, né au château de Ravel (Puy-de-Dôme) le 24 novembre 1729 et mort guillotiné à Paris le 28 avril 1794, est un aristocrate, militaire et administrateur colonial français.
Officier d'infanterie, il atteint le grade de colonel durant la guerre de Succession d'Autriche et il est blessé devant Maastricht. Promu brigadier d'infanterie au début de la guerre de Sept Ans, il part combattre aux Indes. Blessé à nouveau et fait prisonnier par les Anglais, il est libéré sur parole et — interprétant de manière très contestable les clauses de sa libération — reprend les armes pour mener sur mer une campagne couronnée de succès dans l'océan Indien.
À nouveau capturé par les Anglais lors de son retour vers la France, il parvient néanmoins à être libéré et rapatrié.
Bon soldat — devenu marin le temps d'une campagne — et habile courtisan, il est rapidement promu lieutenant général des armées royales dans l'armée mais également lieutenant général des armées navales dans la marine en vue d'une expédition au Brésil colonial (avec des provisions, de vice-roi du Brésil, que la fin de la guerre rendent sans objet). Ces promotions rapides et multiples lui valent l'inimitié durable de ses subordonnés, surtout dans la marine.
Il est nommé, en 1764, gouverneur à Saint-Domingue mais la mission que lui a confiée Choiseul le rend impopulaire auprès des notables locaux qui obtiennent son renvoi au bout de deux ans seulement (1766). Six ans après son retour (1772), il est nommé inspecteur et commandant de la marine à Brest, fonctions qu’il cumule avec celle de gouverneur. Gestion difficile, vu la multiplicité des interlocuteurs, il doit, pour conforter le rôle de l'intendant Ruis-Embito, prescrire par un ordre de service au personnel du port de « respecter, comme lui-même, cet homme du Roi ».
Promu vice-amiral pendant la guerre d'indépendance américaine, il reçoit en 1778 le commandement d'une flotte envoyée en aide aux insurgents américains. Le 28 juin 1779 arrive à Fort-de-France un convoi apportant des approvisionnements et des renforts. Parmi ces navires le Fier Roderigue, armé par Beaumarchais ; un ancien navire de guerre qui séduit d'Estaing qui se permet de l'intégrer à son escadre. Il échoue devant Rhode Island et New York, remporte un demi-succès à la Grenade, où le commandant du Fier Roderigue perd la vie, et où le bateau devient inutilisable. Il échoue encore devant Savannah, où il est à nouveau blessé. Il rentre en France en 1780.
Populaire — et toujours bien en cour — malgré des résultats mitigés, il est employé en Espagne et dans l’Atlantique à la tête d'une escadre combinée franco-espagnole, qui ne joue cependant pas un rôle important. Deux ans après la fin de la guerre d'indépendance américaine, il obtient le gouvernement général de Touraine.
Il reste en France pendant la Révolution française de 1789, dirige la garde nationale de Versailles, où il joue un rôle ambigu lors des journées d’octobre 1789 avant de démissionner. Il ambitionne sans succès la dignité de maréchal de France, et il est finalement promu amiral en 1793. Cependant, son rôle lors des journées d’octobre 1789 et certaines de ses prises de position ultérieures — mais en fait surtout son statut et ses origines — lui valent d'être condamné à mort et guillotiné sous la Terreur.

## Biographie

### Origines et famille
Jean Baptiste Charles Henri Hector d'Estaing, marquis de Saillans, seigneur de Ravel, est le fils de Charles-François d'Estaing, marquis de Saillans (1683-1746), et de sa première femme, Marie-Henriette Colbert de Maulévrier (1703-1737), descendante d'un frère cadet du Grand Colbert.
Son père, mestre de camp du régiment du Saillant devenu régiment d'Estaing, est nommé brigadier le 16 février 1719, maréchal de camp le 20 février 1734, et lieutenant général le 18 octobre 1734, descend d'une famille qui compte un grand nombre d'officiers ayant servi la couronne de France. Il devient l'héritier de la branche aînée de la famille d'Estaing, comte d'Estaing et propriétaire du château d'Estaing, après le décès en 1729 de son cousin François d'Estaing.
Le jeune d'Estaing fait ses études aux côtés de Louis, le Dauphin (le père du futur roi Louis XVI), qui est né à peu près au même moment. D'Estaing devient ainsi l'un des amis proches du Dauphin et sert dans sa suite.
En mai 1738, il intègre les mousquetaires et gravit les échelons de la hiérarchie militaire. Ainsi, il est promu lieutenant au régiment de Rouergue en 1746. La même année, il épouse Sophie Rousselet de Crozon (1727-1792), petite fille du vice-amiral le marquis de Châteaurenault (1637-1716), qui lui donne un fils unique, décédé accidentellement à l'âge de six ou de douze ans[réf. nécessaire], en tombant du balcon du salon de musique du château de Ravel.
N'ayant pas d'enfants, il fait légitimer en 1768 sa demi-sœur bâtarde, Lucie Madeleine d'Estaing (1743-1826), ancienne maîtresse du roi Louis XV, dont il fait son héritière (notamment la vicomté de Ravel).
Il fut aussi, par procuration, le parrain de Lucie-Madeleine d'Estaing de Réquistat Dubuisson, épouse du comte de La Tour Fondue, et aïeule dont la famille Giscard d'Estaing obtint de relever le nom en 1922 et 1923.

### Les débuts pendant les guerres de Succession d'Autriche et de Sept Ans
Son régiment sert pendant la guerre de Succession d'Autriche, il participe très jeune aux batailles de Rocourt et de Lauffeld en 1746 et 1747.
Il sert alors comme aide de camp du maréchal de Saxe et suit ce dernier dans sa campagne en Flandre (1746-1748). De cette époque date sa promotion au grade de colonel du régiment du Rouergue, et il est blessé au siège de Maastricht (avril-mai 1748).
La guerre terminée, Louis XV entreprend un programme de modernisation de son armée, à l'image de ce qu'avait fait Frédéric le Grand avec l'armée prussienne. D'Estaing fait partie des principaux réformateurs et, au bout de quelques années, le régiment de Rouergue est vu comme « un modèle d'infanterie ».
Cherchant à acquérir de l'expérience en matière de diplomatie, il accompagne un temps l'ambassadeur de France à Londres.
Lorsque les hostilités reprennent entre les colonies anglaises et françaises en Amérique du Nord, d'Estaing envisage un temps de s'engager dans les forces qui, sous Louis-Joseph de Montcalm, sont envoyées en renfort en 1755, mais sa famille l'en dissuade.
Lorsqu'une expédition à destination des Indes orientales est organisée, il se porte volontaire sans consulter sa famille cette fois. Sa participation est assurée par le fait qu'il se voit offrir une promotion antidatée au grade de brigadier d'infanterie, à condition qu'il transfère le commandement de son régiment à quelqu'un d'autre, ce qu'il parvient à faire. Début janvier 1757, peu de temps avant d'embarquer, d'Estaing est fait chevalier de Saint-Louis.
Après un long voyage, la flotte du comte d'Aché, transportant le corps expéditionnaire commandé par le comte de Lally-Tollendal, arrive au large de Cuddalore au sud de l'Inde le 28 avril 1758. Cuddalore est alors aux mains des Britanniques. Lally-Tollendal fait débarquer ses troupes, établit un blocus autour de la ville, et se rend à Pondichéry pour organiser l'acheminement de l'équipement destiné au siège. Le 4 mai, les forces françaises occupent la ville et se postent autour du Fort Saint-David. L'arrivée du matériel de siège est retardée, mais la garnison britannique en place est forcée de se rendre après 17 jours de siège. D'Estaing commande alors l'aile gauche des forces de Lally-Tollendal, dirigeant les attaques et le positionnement des batteries.
Il continue à servir sous Lally-Tollendal pendant sa campagne contre les Britanniques au sud de l'Inde. Il s'oppose à la décision de son supérieur de lever le siège de Tanjore (il est le seul à s'y opposer lors du conseil de guerre tenu à cette occasion) à la suite de la prise de Karikal par les Britanniques. Lorsque Lally-Tollendal commence à assiéger Madras en décembre 1758, le régiment de D'Estaing est positionné au centre de la ligne française. Lorsque les Britanniques décident une sortie contre ce secteur, d'Estaing s'était avancé seul pour reconnaître leurs mouvements. Entouré, sans cheval, il est blessé à deux reprises par les baïonnettes ennemies avant de se rendre.
D'Estaing est fait prisonnier et ramené à Madras où il est détenu sur ordre du gouverneur de la ville George Pigot. Pigot lui propose de le libérer sur parole, ce que d'Estaing refuse, préférant attendre d'être échangé contre des prisonniers britanniques, afin de pouvoir continuer à combattre. L'arrivée d'une flotte britannique au large de Madras en février 1759 convainc d'Estaing d'accepter l'offre de libération sur parole, qui était conditionnée au fait qu'il ne reprenne plus les armes contre les Britanniques dans les Indes orientales.

#### Campagne dans l'Océan Indien
En mai 1759, il embarque pour l'Isle de France (actuelle Maurice). Lors de son séjour dans l'île, la nouvelle parvient qu'un accord concernant un échange de prisonniers entre la France et la Grande-Bretagne est sur le point d'être signé. Cependant, ayant été libéré sur parole avant cette date, d'Estaing est exclu de l'accord. Alors qu'une demande est envoyée en Inde pour négocier son inclusion dans l'accord, il décide d'armer une expédition navale qui emploie deux navires de la Compagnie française des Indes orientales qui passent au service du roi, expédition qu'il finance en partie sur fonds propres.

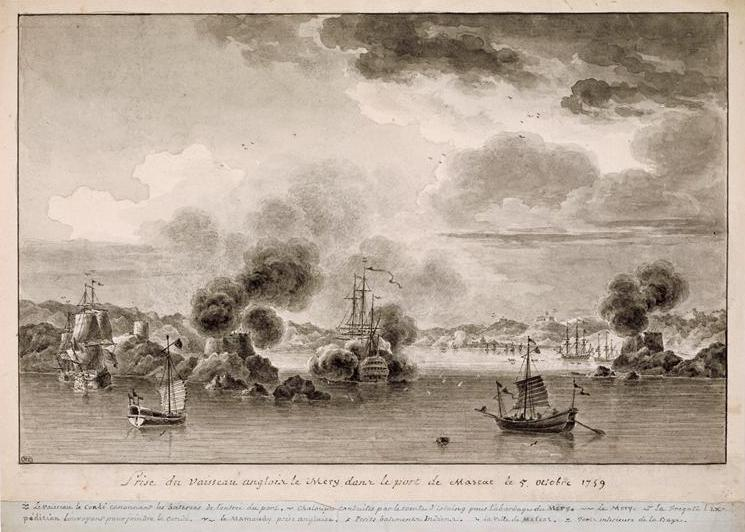
Prise du vaisseau anglais le Mery par d'Estaing à Mascate en 1759.

À la tête de ses deux navires, le vaisseau Condé (50) et la frégate l'Expédition, d'Estaing entame une brillante campagne corsaire. D'Estaing pense alors à un moyen de contourner la parole donnée, en se déclarant « spectateur » au cas où il viendrait à affronter une flotte britannique ou ses alliés, permettant à son commandant en second de diriger les opérations. Il met les voiles en direction du golfe Persique en septembre 1759. Lors de la capture d'un convoi arabe à la fin du mois, il apprend la présence d'un vaisseau britannique à Mascate, le Mery. Au cours d'une attaque audacieuse, 50 hommes du Condé entrent au sein du port fortifié, abordent et prennent le navire anglais sans résistance. Dans la précipitation, les hommes coupent les cordes nécessaires pour le remorquage du navire, et l'alerte est finalement donnée dans le port. Les petites embarcations lancées pour reprendre le vaisseau anglais sont repoussées par les tirs précis du Condé, permettant aux hommes à bord d'attacher une nouvelle corde et de remorquer la prise hors du port. Plus tard, il capture les garnisons anglaises des forts de Gombron et de Bender-Abassi, repousse 8 000 Persans alliés des Anglais, détruit Gombron, avant de mettre les voiles vers Sumatra. En route, il détache les prises qu'il avait faites, et les envoie en Isle de France où ses victoires lui valent la célébrité : en trois mois il accumule les prises au prix de seulement 5 morts au sein de son équipage (bien qu'il ait également perdu 28 hommes de la variole).
Après une longue traversée (retardée par des vents contraires), la flotte commandée par d'Estaing atteint la côte occidentale de Sumatra, au début du mois de février 1760. Sur place, il capture la manufacture britannique de Natal, qu'il remet aux Hollandais, avant de se diriger vers l'avant-poste britannique de Tapian Nauli (« Tappanooly »). Son commandant oppose un vive résistance, et ne s'échappe dans les montagnes qu'au moment où il se rend compte que la victoire française est inéluctable. D'Estaing décide de détruire les fortifications plutôt que de poursuivre les Britanniques. Il se dirige ensuite vers Padang, un important établissement hollandais où il se ravitaille et recrute des marins parmi la population locale. Il se dirige ensuite vers Bengkulu (« Bencoolen »), le principal établissement britannique de Sumatra. La ville est défendue par le fort Marlborough et une garnison de 500 Européens et de sepoys locaux, avec la possibilité de mobiliser 1 000 miliciens malais supplémentaires. Bien que ces forces aient été alertées de l'arrivée de la flotte française de d'Estaing, les premières bordées tirées en direction du fort sèment la panique parmi ses défenseurs, qui s'enfuient dans la jungle environnante. D'Estaing et ses hommes passent la journée à essayer de poursuivre ces troupes. Il utilise alors Fort Marlborough comme base à partir de laquelle il attaque plusieurs comptoirs fortifiés sur la côte occidentale de l'île : Saloma, Manna, Cahors, Groës, Ypou-Pali, Caytone, Sablat, Bautaar, La Haye. Il rentre à l'Isle de France dix mois après l'avoir quittée.
Ayant reçu l'ordre de rentrer en France, il embarque sur un vaisseau se rendant en métropole. Au large des côtes de France, le vaisseau sur lequel il se trouve est capturé par une patrouille britannique. Il est fait prisonnier et emmené à Plymouth ; accusé d'avoir manqué à sa parole. Conformément aux lois de la guerre, il est destiné à la corde[réf. nécessaire]. Cependant, il renoue des liens créés lors de son séjour précédent et, bénéficiant de la bienveillance du roi Georges III, il est libéré et rentre à Paris accompagné de propositions de négociations de paix.

### Gouverneur général des îles du Vent
Au début de l'année 1762, la France prépare une expédition contre les possessions portugaises en Amérique du Sud. De retour à Paris la même année, il y a trouvé une promotion au grade de maréchal de camp datant du 20 février 1761. Il obtient de Choiseul d'être promu lieutenant général des Armées du Roi (grade de l'armée de terre) mais également chef d'escadre dans la marine royale en récompense pour ses exploits dans l'océan Indien (un rang inférieur à celui occupé dans l'armée de terre). Afin de clarifier sa position de commandement dans l'expédition en préparation, le Roi le nomme lieutenant-général des armées navales, le 25 juillet 1762. Enfin, le Roi lui confère les provisions de vice-roi du Brésil mais l'expédition est annulée lorsque des pourparlers de paix sont entamés.
En 1764, il est nommé gouverneur général des îles du Vent. Mais Choiseul lui a confié la délicate mission de lever de nouveaux impôts et de lever une milice et, en s'en acquittant avec diligence, il s'aliène une bonne partie des notables locaux qui obtiennent son rappel au bout d'à peine deux ans 23 avril 1764, 1er juillet 1766. Il reste malgré tout un excellent courtisan qui sait se faire remarquer de l'entourage royal. Le 1er janvier 1767, il est élevé à la dignité de Chevalier dans l'ordre du Saint-Esprit.
Basé principalement à Saint-Domingue (actuel Haïti), il recrute les Acadiens, qui avaient été expulsés de leurs terres par les Britanniques pendant la guerre, et les encourage à s'établir dans les Antilles. Mais il en met aux travaux forcés pour la construction d'une forteresse... Ces efforts ne sont pas couronnés de succès, nombre d'entre eux meurent de maladie, beaucoup d'autres cherchent à s'établir ailleurs en raison du climat et de la pauvreté des terres. Son gouvernement de l'île est un échec et sa démagogie laisse la colonie en effervescence.

### Retour en France
D'Estaing rentré en France en 1767, profite de son retour pour essayer de régler les termes du divorce et de la séparation des biens auquel sa femme et lui ont consenti par écrit en 1756, avant son départ pour l'Inde. La division de leurs biens et propriétés est problématique, conduisant les ex-époux à s'affronter devant les tribunaux et malgré les différents appels, ces jugements ne parviennent pas à les départager.
En 1772, d'Estaing est nommé inspecteur de la Marine et gouverneur du port de Brest, le principal port français sur la côte atlantique.

### La Guerre d'indépendance américaine

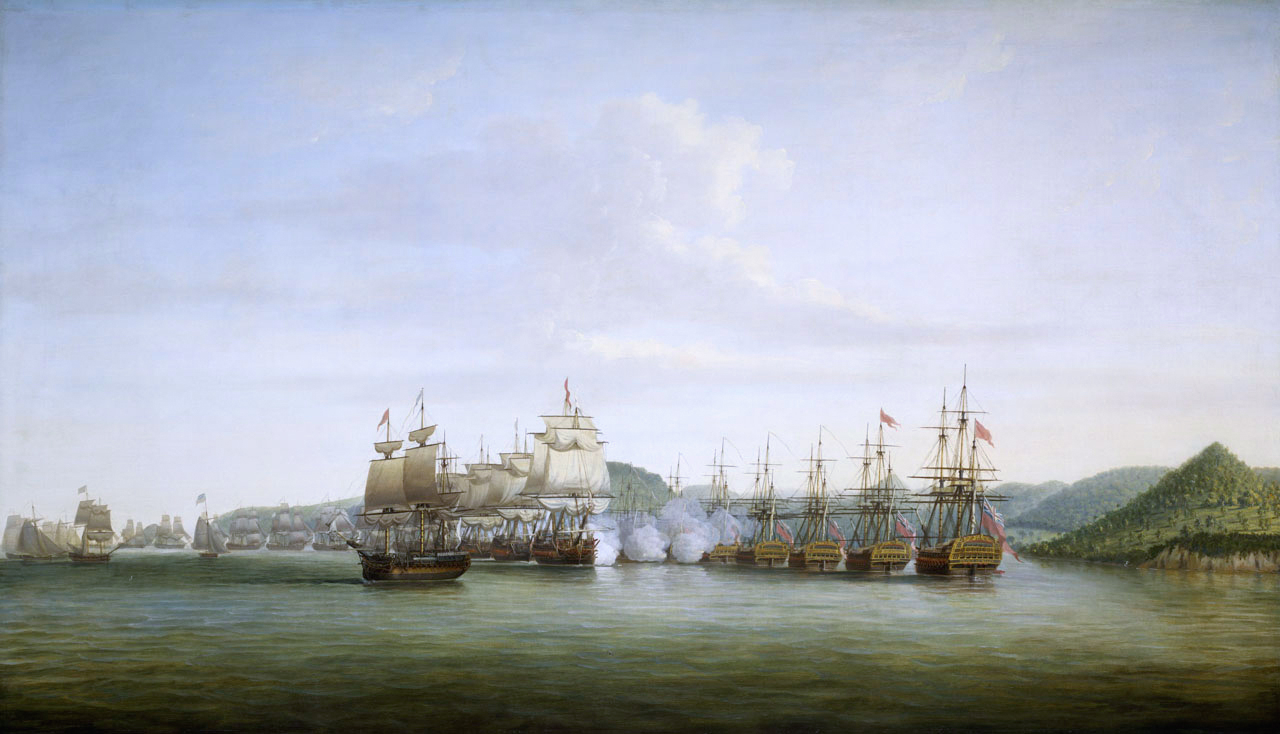
La canonnade de Sainte-Lucie, le 15 décembre 1778.

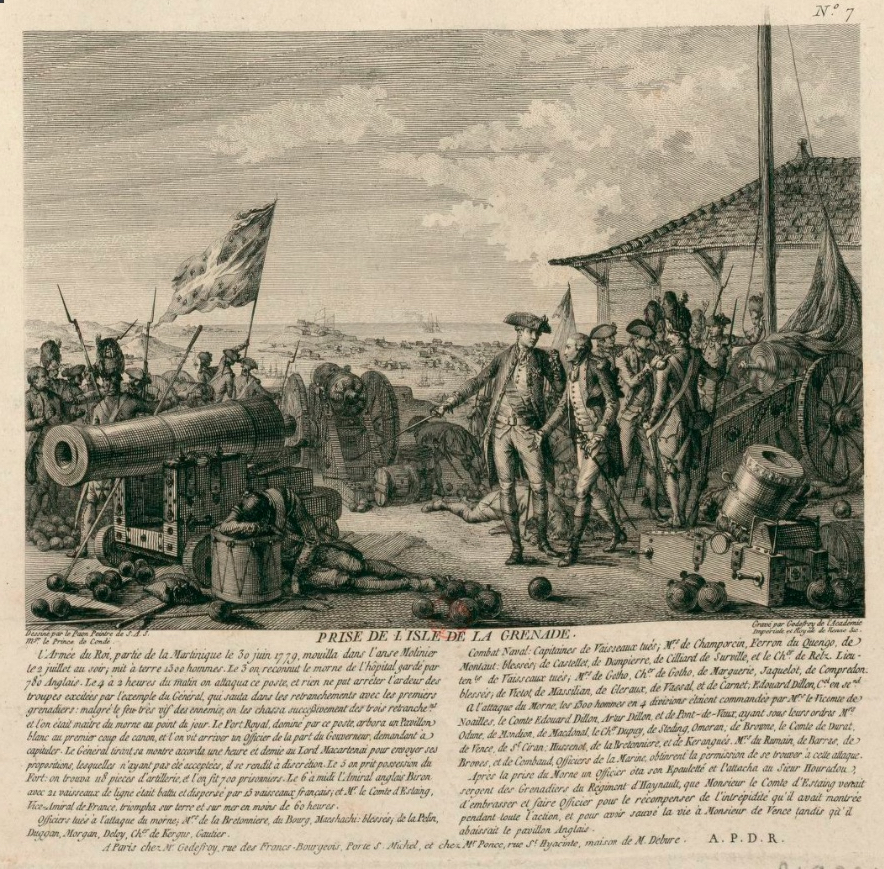
La prise de l'île de la Grenade, le 4 juillet 1779 est un authentique succès de d'Estaing, mais sans grande portée stratégique.

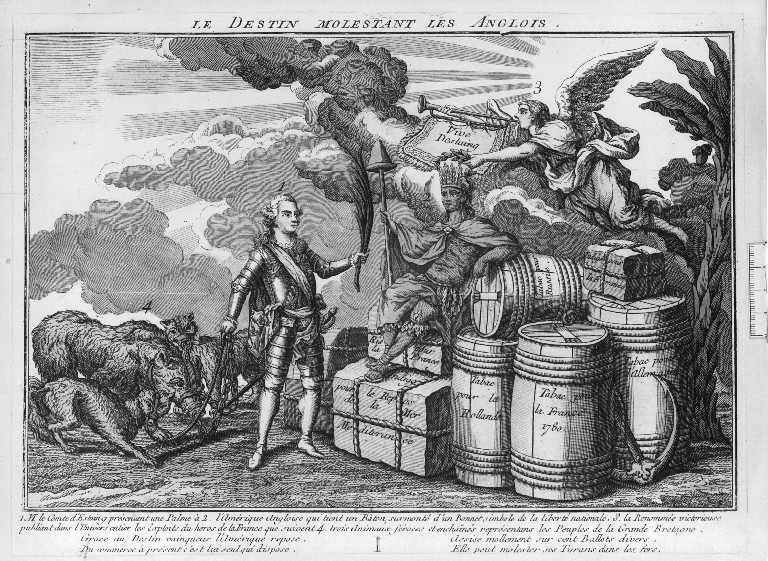
Le destin molestant les Anglais, 1780.

En 1774, à la mort de Louis XV, il se trouve sur une liste d'officiers à promouvoir donnée au jeune Louis XVI, alors qu'il est nettement plus jeune que nombre d'officiers de marine à compétences égales. En 1777, il parvient habilement à faire créer une troisième charge de vice-amiral et c'est donc comme vice-amiral ès mers d'Asie et d'Amérique qu'il reçoit le commandement de l'escadre envoyée en 1778-1779 soutenir les Insurgents américains et les volontaires français déjà présents, comme le marquis de La Fayette.

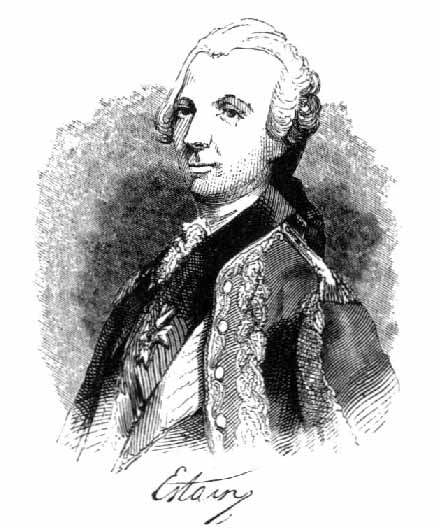
Charles Henri d'Estaing assure le commandement de l'escadre envoyée en Amérique du Nord en 1778-1779.

Au printemps 1778, l'escadre française commandée par d'Estaing appareille de Toulon avec 12 vaisseaux pour intervenir aux Antilles et sur les côtes américaines. Arrivé devant New York au terme d'une interminable traversée, il n'ose pas forcer les passes de la ville qui par ailleurs est défendue par une forte garnison anglaise. Il se porte ensuite sur Newport (août 1778), mais c'est un nouvel échec, même si l'un de ses subordonnés, Suffren réussit à détruire plusieurs frégates anglaises.
Mis en difficulté, il se replie sur Boston. L'escadre y séjourne jusqu'au mois de novembre dans un contexte de fortes tensions entre les Français et leurs alliés américains.
L'automne avançant, l'escadre quitte Boston et rejoint les Antilles Françaises. À peine arrivé, le général doit repartir pour la guerre. Il tente de récupérer l'île de Sainte-Lucie tombée aux mains des Anglais. Malgré une tentative de débarquement en force il échoue à reprendre l'île. C'est un lourd échec et il laisse aussi échapper les sept vaisseaux de Barrington qu'il a surpris au mouillage, mais qu'il n'ose attaquer alors qu'il en a douze.
Trois divisions le rejoignent, placées respectivement sous les ordres du comte de Grasse, de La Motte-Picquet et de Vaudreuil. La division confiée à de Grasse comporte quatre vaisseaux, Le Robuste sur lequel flottait sa marque, Le Magnifique, Le Dauphin et Le Vengeur. D'Estaing dispose d'une puissante flotte (25 vaisseaux) et peut engager de nouveaux combats. Il porte alors ses efforts sur l'île de la Grenade qui est conquise à la suite d'un débarquement massif de troupes et d'un bombardement naval en juillet 1779. Le lendemain il livre une violente bataille navale à l'escadre du vice-amiral Byron venu secourir l'île. Byron est lourdement battu, mais d'Estaing ne saisit pas l'occasion de détruire l'escadre anglaise, malgré les demandes pressantes de Suffren et de La Motte-Picquet. Byron réussit à se replier en prenant en remorque ses vaisseaux démâtés. La destruction de cette importante escadre aurait porté un coup terrible à la Royal Navy et livré à la France toutes les Antilles. Mais d'Estaing, qui reste fondamentalement un homme de l'armée de terre (son corps d'origine) ne perçoit pas la portée stratégique de la maîtrise des mers et ne regarde les escadres que comme des transports de troupes.
Il reçoit fin juillet 1779 l'ordre de rentrer en France pour y faire réparer ses vaisseaux, mais il apprend que les insurgés américains, qui venaient de perdre la Géorgie, se trouvent dans une situation désespérée et demandent le secours de la flotte française. D'Estaing décide de se porter à leur secours et fait voile sur la ville de Savannah avec un important contingent de troupes des Antilles. Après une halte à Saint-Domingue, il atteint les côtes géorgiennes et réussit à débarquer progressivement ses troupes. Le siège se déroule dans des conditions difficiles. La météo et les tensions avec les alliés américains rendent compliqué la mise en place du siège. Après des semaines de construction de tranchées et de bombardement, l'assaut qu'il mène en personne est un échec total. Blessé lui-même aux deux jambes il doit rembarquer ses troupes et il est mis en sérieuse difficulté par le mauvais temps et de nombreux problèmes sanitaires.
Subissant de gros dommages, il décide de faire voile vers la France, laissant le commandement des forces navales des Antilles au chef d'escadre de Grasse. Il arrive piteusement sur des béquilles à Brest, en décembre 1779, mais sa popularité considérable lui vaut des acclamations et même une pièce de théâtre au sujet de sa victoire à la Grenade.
Son action durant la première période de la guerre d’indépendance américaine est vigoureusement contestée par ses subordonnés, qui ont eu pour leur part un rôle glorieux au combat. Tous conviennent dans leurs lettres de l'inexpérience de leur vice-amiral. Simultanément, les navires flambant neufs lancés par le ministre Sartine depuis 1775 permettent aux Français de battre régulièrement les Anglais chaque fois que d'Estaing n'est pas impliqué dans le combat.
Il rentre à Versailles où il est accueilli en héros sur ses béquilles, sa victoire à la Grenade ayant fait oublier tout le reste. Il est reçu par le roi, couvert d'éloges et on compose même un opéra pour lui… Néanmoins, pour la suite de la guerre, il ne joue plus qu'un rôle secondaire, même si on le retrouve encore en 1780 en Atlantique à la tête d'une forte escadre pour aider les Espagnols entrés en guerre aux côtés de la France. À ce titre, il est fait grand d'Espagne par le roi Charles III en 1782, dignité qui lui assure le rang d'un duc et pair à la cour de France
Deux ans après la fin de la guerre (1785), Charles Henri d’Estaing est nommé gouverneur de Touraine. Il participe à l’assemblée des notables de 1787, où il soutient la politique de Charles Alexandre de Calonne, puis à celle de 1788. Le traité de commerce de Calonne avec l'Angleterre est perçu comme un marché de dupes : l'Angleterre de William Pitt n'ayant eu de cesse de se venger du roi de France pour lui avoir fait perdre ses colonies d'Amérique, le traité ne serait qu'une couverture pour mieux préparer cette vengeance.

### Sous la Révolution française
Nommé commandant de la garde nationale de Versailles après la prise de la Bastille, le 14 juillet 1789, il embrasse les idées révolutionnaires. Il ne réprime pas la foule les 5 et 6 octobre 1789 et accompagne le roi à Paris. Peu après, il démissionne de cette fonction.
Il participe à la Fête de la Fédération en uniforme de la garde nationale, le 14 juillet 1790, désapprouve la fuite à Varennes, en juin 1791 et prête volontairement le serment civique.
La mort de son épouse en 1792 le force à réduire très fortement son train de vie.
La menace de guerre s'aggravant, d'Estaing, qui considère que le prochain conflit éclatera sur le continent, brigue — en vain — la dignité de Maréchal de France. Il n'obtient finalement « que » celle d'amiral en janvier 1792, promotion qu'il refuse dans un premier temps mais qu'il finit par accepter en janvier 1793 après la parution d'un décret garantissant la conservation de ses droits à l'avancement dans l'armée de terre.
Arrêté dans son hôtel particulier de la rue Sainte-Anne, puis écroué à la prison Sainte-Pélagie il est cité comme témoin au procès de Marie-Antoinette en octobre 1793, il refuse de confirmer les accusations portées contre la reine tout en prenant ses distances avec elle,. Il témoigne de son courage mais confirme néanmoins, lors de sa confrontation avec un témoin, le rôle qu'elle a joué lors des journées d'octobre 1789.
Arrêté à nouveau le 26 novembre 1793 et incarcéré quatre mois (sans doute à la prison Saint-Lazare), il est inculpé de complicité dans une prétendue « conspiration du 6 octobre » et passe en jugement le 29 mars 1794. Finalement transféré à la Conciergerie le 27 avril avec sept autres inculpés, il est traduit devant le Tribunal révolutionnaire le lendemain. Se sachant d'avance condamné, il refuse crânement de se défendre, énumère ses états de service et conclut par cette phrase restée célèbre : « Quand vous aurez fait tomber ma tête, envoyez-la aux Anglais, ils vous la paieront cher. » Il est guillotiné le même jour (28 avril 1794) et son corps est inhumé au cimetière de la Madeleine.

## Le regard des historiens
Tous ses biographes s’accordent à reconnaître en d'Estaing un combattant courageux, blessé à trois reprises : même après son passage dans la marine, il n’hésitera jamais à prendre la tête de ses hommes pour les mener à l’assaut à terre, à La Grenade comme à Savannah.
L'amiral toutefois — qui malheureusement ne remporta aucun succès décisif sur mer — est loin de faire l'unanimité, car, comme l'écrit Jean Meyer dans le Dictionnaire d’Histoire Maritime (sous la direction de Michel Vergé-Franceschi) :

« S’il a été dans la marine d’Ancien Régime un amiral discuté, c’est bien d’Estaing. »

Il poursuit :

« Considéré dans la marine comme un « intrus » issu de l’Armée de terre (et donc non issu des gardes de la Marine) mais représentant du favoritisme de cour, même s’il prend finalement parti pour la Révolution. (…) On ne peut pourtant lui dénier la qualité de savoir choisir les hommes : il lance ou protège Bougainville et Borda (deux autres intrus). »

Étienne Taillemite (Dictionnaire des marins français - 2002) mentionne quant à lui son « caractère hautain, vaniteux et démagogue » et écrit qu’il suscita souvent l’hostilité par « ses maladresses et sa manie des réformes ».
Quant à Jean Joseph Robert Calmon-Maison (L'Amiral d'Estaing - 1729-1794 Paris, 1910) s'il le trouve « Brave soldat, marin hardi plutôt qu’expérimenté, (…) par-dessus tout soucieux d’accumuler le plus d’illustration possible sur un nom dont il se montrait fier à juste titre… », royaliste convaincu, l'historien porte un jugement sévère sur la dernière période de sa vie : « Si pendant que la fatale charrette le menait au lieu du supplice, il reporta sa pensée sur la longue lignée de ses aïeux… l’amiral d’Estaing dut alors sentir douloureusement combien il avait manqué à ses ancêtres en offensant la Reine et en reniant son Roi. »
Et Jean Meyer de conclure : « Colonel et corsaire, vice-amiral mais pas garde-marine, gentilhomme mais libéral, soldat et poète, d’Estaing n’a jamais réussi à se faire reconnaître par quiconque. Détesté des officiers de vaisseau, haï pour sa démagogie, peu aimé des Révolutionnaires, il mourut comme il avait vécu, en homme de contradictions. »

## Galerie

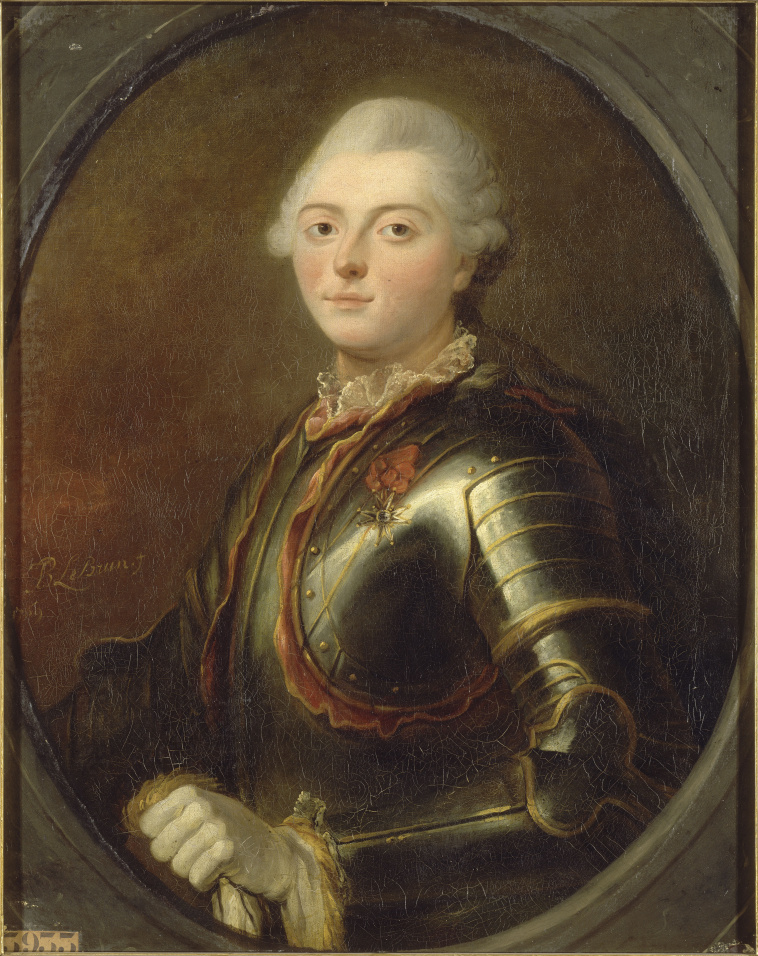
Portrait de 1769, à 40 ans. D'Estaing est aussi un bon courtisan qui s'est fait remarquer par l'entourage royal. En 1774, à l'avènement de Louis XVI, il se retrouve sur une liste d'officiers à promouvoir dans la Marine.
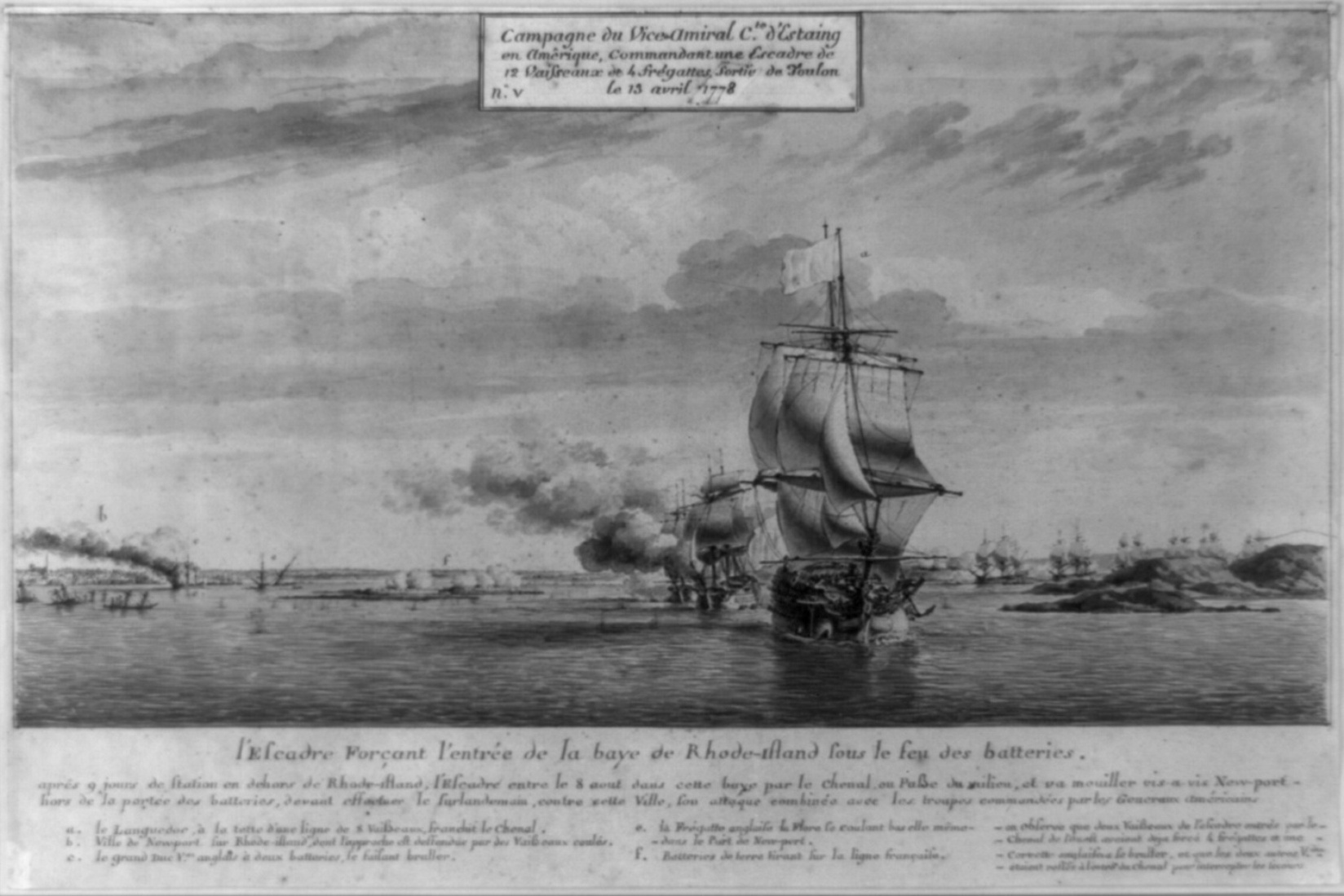
Entrée des vaisseaux de l'escadre française dans la baie de Newport le 8 août 1778. Louis XVI confie à d'Estaing le commandement de l'escadre envoyée outre-Atlantique les deux premières années de la guerre d'Amérique.
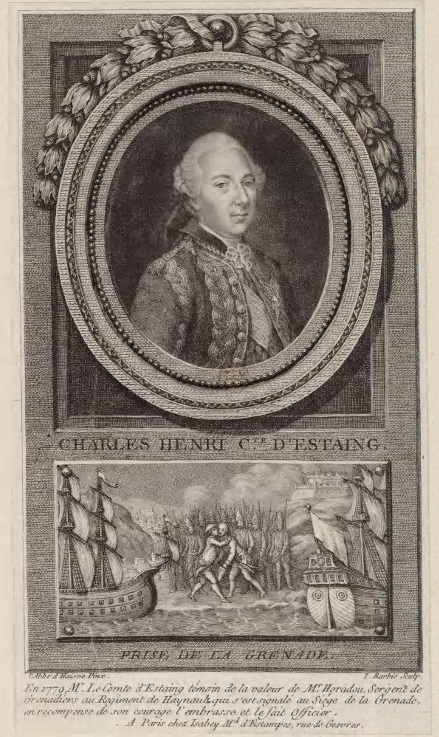
L'assaut réussi de l'île et son comportement chevaleresque valent à d'Estaing une grande popularité.
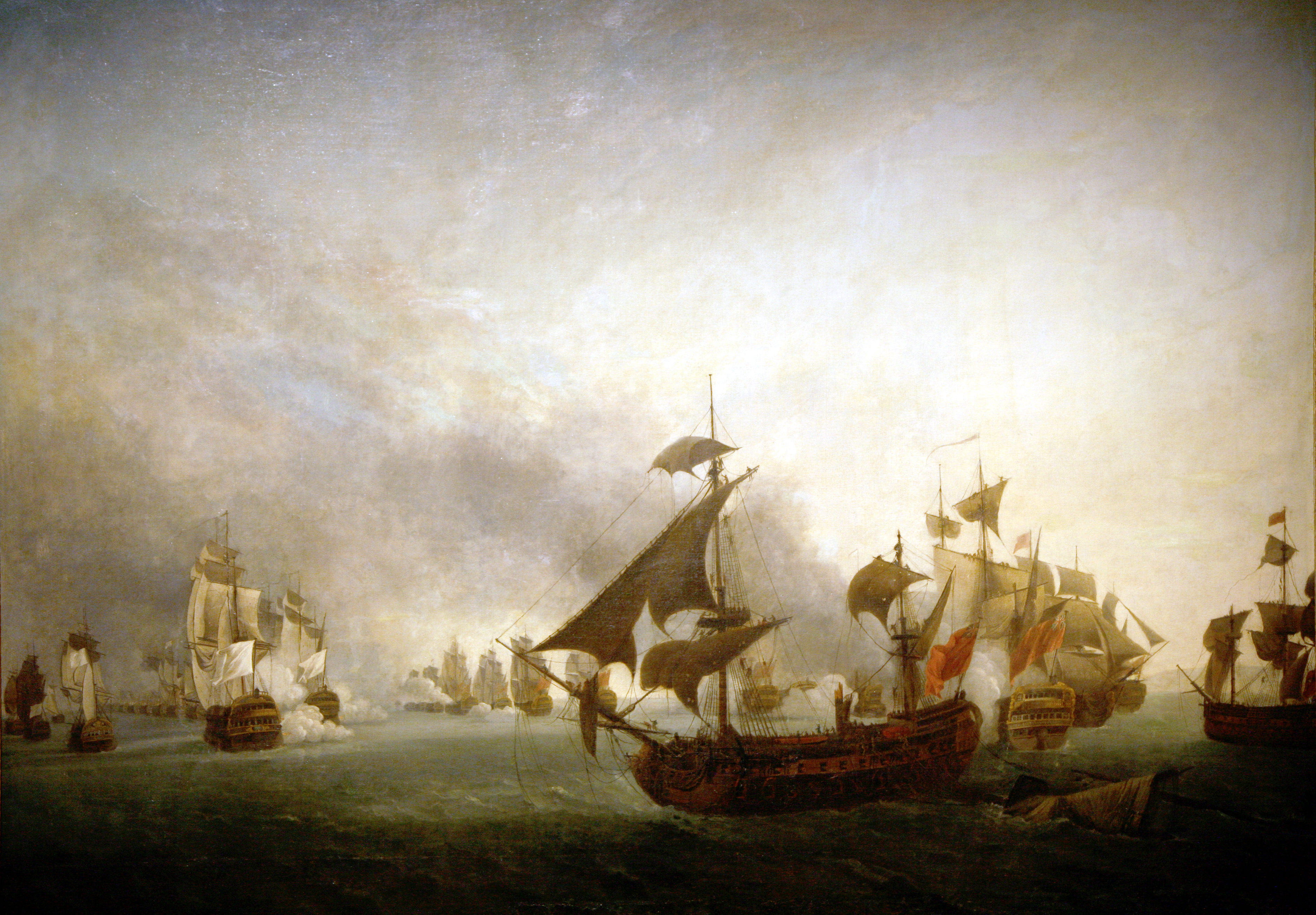
La bataille de la Grenade, le 6 juillet 1779 est une belle victoire navale mais qui n'est pas exploitée car d'Estaing laisse passer l'occasion de détruire la flotte anglaise des Antilles.
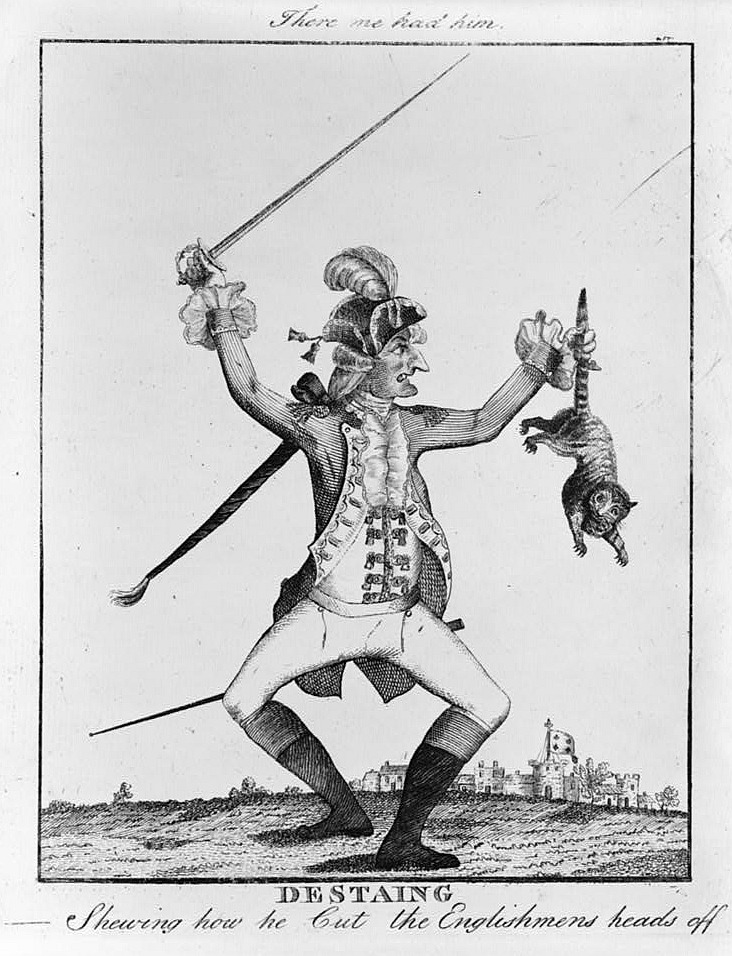
« Je l'ai eu ! » Caricature anglaise ou américaine de Charles-Henri d'Estaing « montrant comment il tranche la tête des Anglais ».
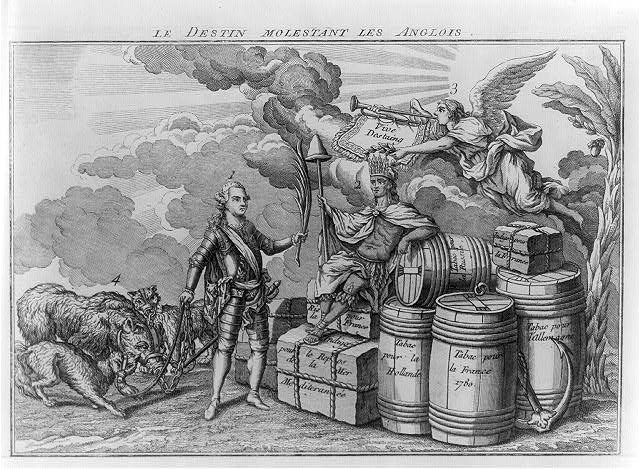
« Le Destin molestant les Anglais. » Gravure à la gloire de d'Estaing pendant la guerre d'indépendance américaine.
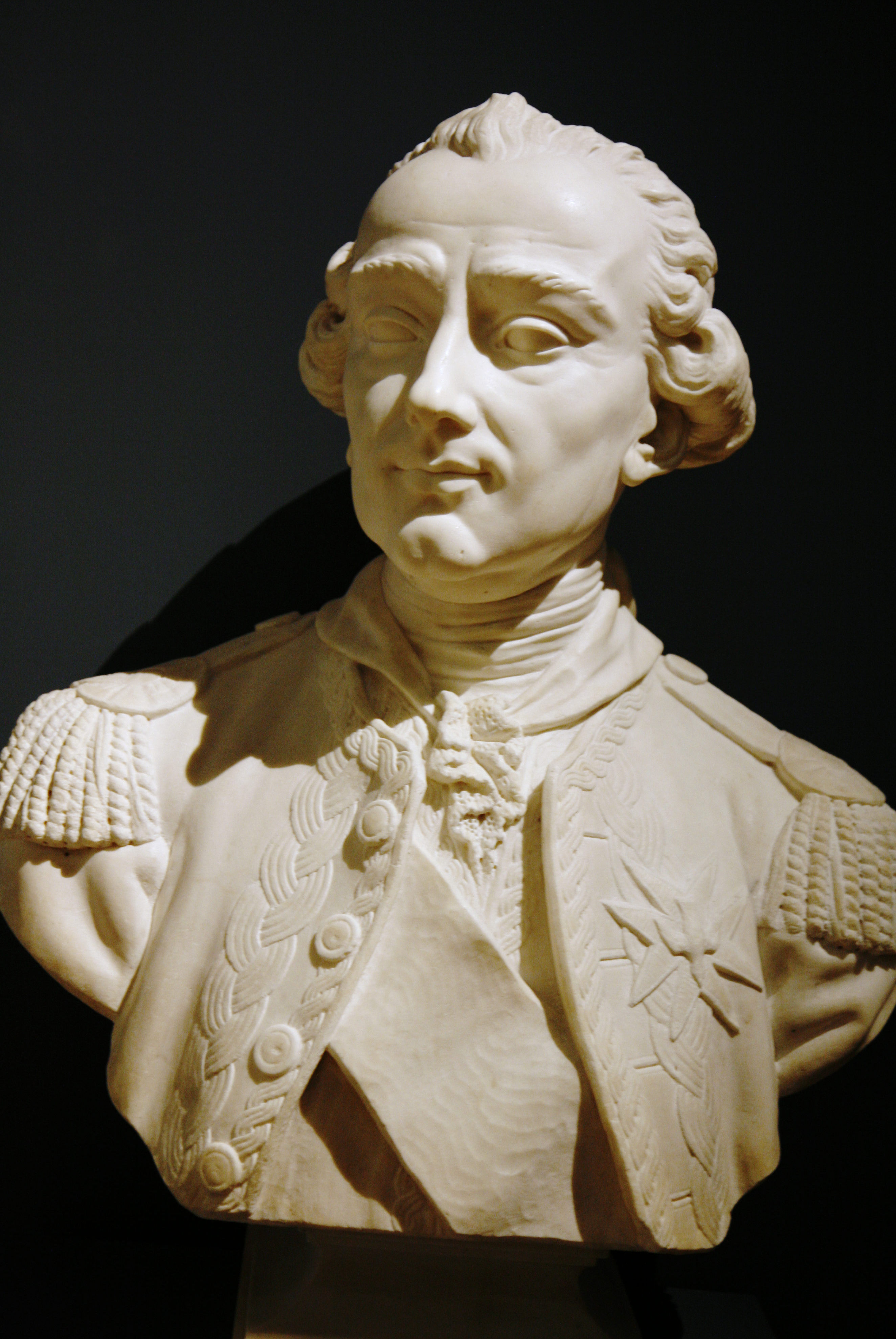
Buste par Jean-Pierre-Victor Huguenin (musée national de la Marine).
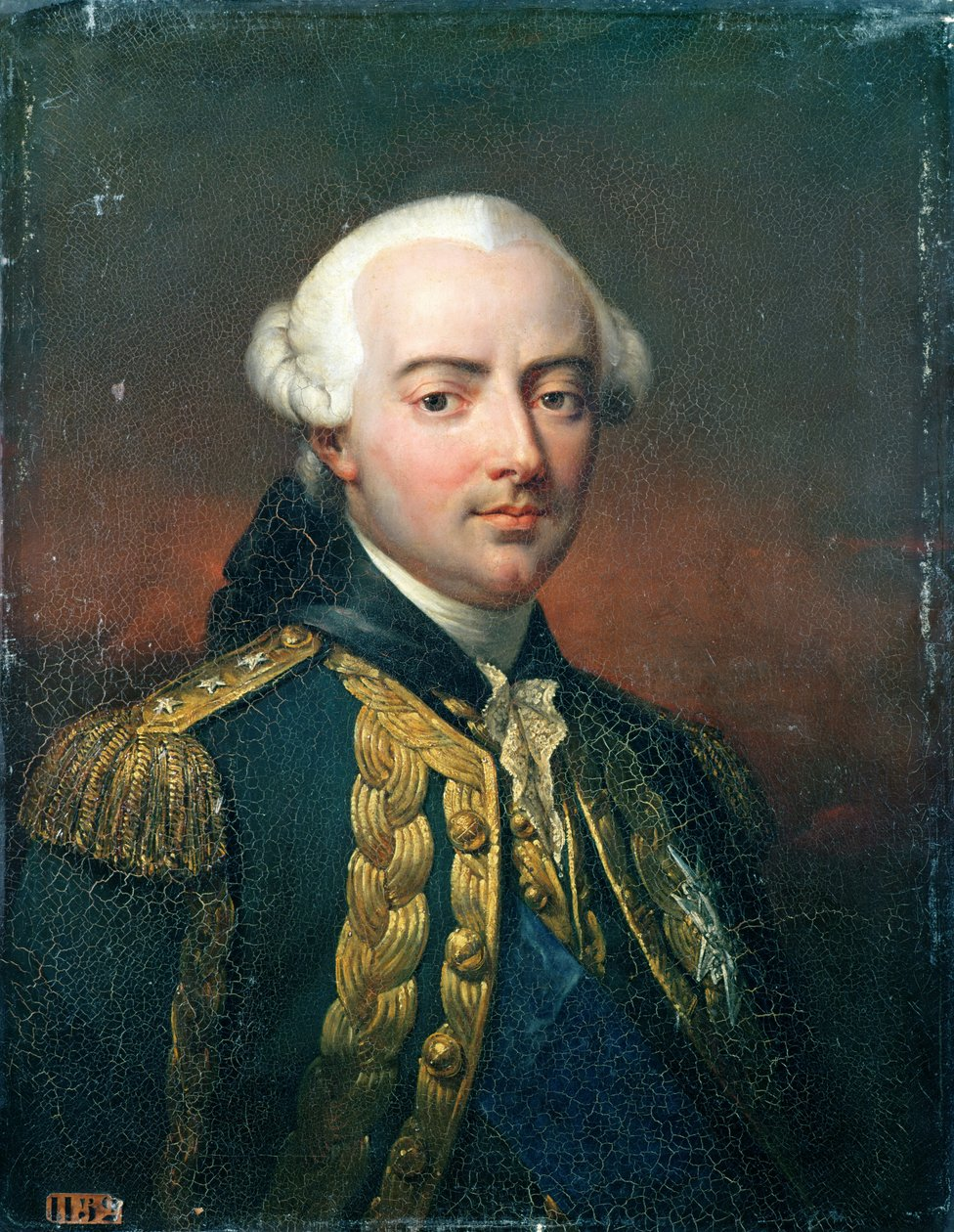
Portrait par Jean-Pierre Franque (château de Versailles).

### Sources et bibliographie
- François Blancpain, L'Amiral d'Estaing, serviteur et victime de l’État (1729-1794), Bécherel, éditions Les Perséides, coll. « Le Monde Atlantique », novembre 2012, 192 p. (ISBN 978-2-915596-86-1)
- Jean-Marc Van Hille, Charles-Henri d'Estaing, amiral de France et franc-maçon, Challenges d'Aujourd'hui, 1994, 185 p. (ISBN 978-2-910168-24-7)
- Étienne Taillemite, Dictionnaire des marins français, Paris, éditions Tallandier, 2002 (1re éd. 1982), 573 p. (ISBN 2-84734-008-4)
- Étienne Taillemite, Louis XVI ou le navigateur immobile, Paris, éditions Payot, coll. « Portraits intimes Payot », 15 mars 2002, 265 p. (ISBN 2-228-89562-8)
- Michel Vergé-Franceschi (dir.), Dictionnaire d'Histoire Maritime, éditions Robert Laffont, coll. « collection Bouquins », 2002, 1508 p. (ISBN 2-221-08751-8)
- Michel Vergé-Franceschi, « Marine et Révolution. Les officiers de 1789 et leur devenir. », Histoire, économie et société, no 2,‎ 1990, p. 259-286 (lire en ligne) ;
- Jacques Michel, La vie aventureuse et mouvementée de Charles-Henri, comte d'Estaing, 1724-1794, 1976, 455 p. (OCLC 2839885)
- Jean Joseph Robert Calmon-Maison, L'Amiral D'Estaing (1729-1794), BiblioLife, 28 janvier 2009 (1re éd. 1910), 528 p. (ISBN 978-0-559-95447-4)
- Léon Guérin, Les marins illustres de la France, Paris, Belin-Leprieur, 1845 (lire en ligne), p. 595 et suivantes
- Artaud de Montor, Encyclopédie des gens du monde : répertoire universel des sciences, des lettres et des arts; avec des notices sur les principales familles historiques et sur les personnages célèbres, morts et vivans, vol. 10, Paris, Treuttel et Würtz, 1838 (lire en ligne), partie 1, p. 70 et suiv.
- Tugdual de Langlais, Jean Peltier Dudoyer, l'armateur préféré de Beaumarchais, de Nantes à l'Isle de France, Éd. Coiffard, 2015, 340 p.  (ISBN 9782919339280).
- Les papiers personnels de Charles Henri d'Estaing sont conservés aux Archives nationales, site de Pierrefitte-sur-Seine, sous la cote 562AP : Inventaire du fonds.